# Голимін-Пулноць
Голимін-Пулноць (пол. Gołymin-Północ) — село в Польщі, у гміні Голимін-Осьродек Цехановського повіту Мазовецького воєводства.
Населення — 79 осіб (2011).
У 1975-1998 роках село належало до Цехановського воєводства.

## Демографія
Демографічна структура станом на 31 березня 2011 року:
|          | Загалом | Допрацездатний вік | Працездатний вік | Постпрацездатний вік |
| -------- | ------- | ------------------ | ---------------- | -------------------- |
| Чоловіки | 44      | 12                 | 28               | 4                    |
| Жінки    | 35      | 5                  | 24               | 6                    |
| Разом    | 79      | 17                 | 52               | 10                   |